# Al Khums
Al Khums este un oraș portuar din Libia.